# Awaous litturatus
Awaous litturatus és una espècie de peix marí de la família dels gòbids i de l'ordre dels cipriniformes que es troba a les Filipines.